# Pachinger Alajos
Pachinger Alajos (Szitnyatő, 1846. június 5. – Temesvár, 1913. szeptember 11.) piarista szerzetes, tanár, zoológus, gyorsíró.

## Életútja
1863. augusztus 31-én lépett be a piarista rendbe. 1867-ben a nyitrai, 1868-ban a trencséni rendház tagja lett. 1869-től teológiát tanult előbb Trencsénben, majd 1870–1871-ben Szentgyörgyben. Időközben, 1870. augusztus 29-én pappá szentelték. Ugyanebben az évben szerezte meg gyorsírás-tanítói oklevelét is. A szerzetesi tanítómunkát megkezdve 1871-től 1875-ig a piarista rend nagybecskereki, 1875-től 1878-ig váci, 1879-től 1880-ig pedig budapesti gimnáziumában oktatott.
1881-ben nyert természetrajzi-vegytani tanári oklevelet a Kolozsvári Magyar Királyi Ferenc József Tudományegyetemen. 1881-től a nagykanizsai, 1882-től 1884-ig a kolozsvári piarista gimnázium tanára volt. Ezzel párhuzamosan 1883-ban bölcsészdoktori oklevelet szerzett a kolozsvári egyetemen, ahol egyúttal magántanárrá is habilitált. Nem telepedhetett meg azonban, 1895-ben már a podolini, s alig egy év elteltével, 1896-ban a nagykanizsai piarista gimnázium igazgatójává nevezték ki. Öt év elteltével, 1901-ben ismét a váci tanintézetben oktatott, 1908-tól 1910. évi nyugdíjazásáig pedig a piaristák selmecbányai gimnáziumában tanított.
Ezt követően rövid ideig Veszprémben, majd 1912-től haláláig Temesváron élt.

## Munkássága
Oktatómunkája mellett szenvedélyes természetbúvár volt. Főként parazitológiai kérdésekkel – laposférgek, laposféregszerűek anatómiájával és élettanával – foglalkozott, de tanulmányai egyebek mellett kiterjedtek a mezőgazdasági gombatan és az ásványtan területére is. A természetrajzi szakirodalmat több saját kutatáson alapuló értekezéssel gazdagította.

## Fő művei
- A gabonarozsda. Nagybecskerek: Nagy-becskereki Kath. Főgymnasium. 1873.
- Anyarozsgomba, Claviceps purpurea.  Értesítő a Nagy-becskereki Főgymnasiumról,   (1874)
- Az állati psychologia fejlődése és az állatok kedélyállapotai.  Kegyes-Tanítórendiek Váczi Főgimnáziumának Értesítője,   (1877)
- A silikátok: Adalékok a részletes ásványtannak methodikai tanításához.  Kegyes-Tanítórendiek Váczi Főgimnáziumának Értesítője,   (1877)
- A felső kryptogamok és phanerogamok rokonsági viszonyai.  A Kegyes-Tanitórendiek Budapesti Főgymnasiumának Értesitője,   (1880)
- Distoma Cygnoides boncztana: Önálló búvárlatok alapján. Szerk. Papp. Kolozsvár: (kiadó nélkül). 1883.  (doktori értekezés)
- Eredeti adatok az Acanthocephalák természetrajzához.  Orvos-Természettudományi Értesítő,   (1884)
- Néhány adat a Sporozoák természetrajzához.  Orvos-Természettudományi Értesítő,   (1886)
- Mittheilungen über Sporozoen.  Zoologischer Anzeiger,   (1886)
- Negyedik közlemény békáink parazitáihoz.  Orvos-Természettudományi Értesítő,   (1888)
- A Bothriocephalus latus ideiglenes gazdáiról.  Természettudományi Közlöny Pótfüzete,   (1888)
- Újabb adatok a Trematodák bonc- és élettanához.  Orvos-Természettudományi Értesítő,   (1890)
- Taenia nana, Sieboldt.  Természettudományi Füzetek,   (1890)
- Kulcs a Kolozsvár vidékén előforduló virágos növények genuszainak meghatározásához; Gombos Ny., Kolozsvár, 1893